# 보에
보에(포르투갈어: Boe, 정식 명칭은 마디나두보에(Madina do Boé))는 기니비사우 남동부에 위치한 도시로, 행정 구역상으로는 가부 주에 속한다. 1973년 9월 24일 기니비사우가 독립을 선언했던 도시이며 1974년 비사우로 수도를 옮기기 전까지 기니비사우의 수도로 남았다.